# Ágnes Kovács
Ágnes Kovács, född 13 juli 1981 i Budapest, är en ungersk före detta simmare.
Kovacs blev olympisk guldmedaljör på 200 meter bröstsim vid sommarspelen 2000 i Sydney.